# 지릉 (고려)
지릉(智陵)은 장단군 장도면 두매리에 위치한 고려 제19대 명종과 의정왕후 김씨(광정태후)의 능이다.